# Krystyna Anasiewicz
Krystyna Anasiewicz z domu Cięszczyk (ur. 2 stycznia 1935 w Lipinach, zm. 3 czerwca 1980) – polska nauczycielka, poseł na Sejm PRL V kadencji.

## Życiorys
Córka Władysława i Sabiny. Uzyskała wykształcenie wyższe niepełne, z zawodu nauczyciel. Pracowała jako kierowniczka Szkoły Podstawowej we Wronowie. W 1969 uzyskała mandat posła na Sejm PRL w okręgu Kraśnik z ramienia Zjednoczonego Stronnictwa Ludowego, zasiadała w Komisji Oświaty i Nauki. Została odznaczona Odznaką 1000-lecia Państwa Polskiego.